# 1968-as Roland Garros
Az 1968-as Roland Garros volt a 67. francia nyílt teniszbajnokság, egyben az első open érában megrendezett Grand Slam-torna, amelyet 1968. május 27–június 9. között rendeztek Párizsban. Férfiaknál az ausztrál Ken Rosewall, nőknél az amerikai Nancy Richey nyert.

## Döntők

### Férfi egyes
Ken Rosewall -  Rod Laver 6-3, 6-1, 2-6, 6-2

### Női egyes
Nancy Richey -  Ann Haydon-Jones 5-7, 6-4, 6-1

### Férfi páros
Ken Rosewall /  Fred Stolle -  Roy Emerson /  Rod Laver 6-3, 6-4, 6-3

### Női páros
Françoise Durr /  Ann Haydon Jones -  Rosemary Casals /  Billie Jean King 7-5, 4-6, 6-4

### Vegyes páros
Françoise Durr /  Jean Claude Barclay -  Billie Jean King /   Owen Davidson 6-1, 6-4